# مسابقات ورزش‌های آبی اروپا ۱۹۹۱
مسابقات ورزش‌های آبی اروپا ۱۹۹۱ از ‍۱۸ تا ۲۵ آگوست ۱۹۹۱ در شهر آتن، یونان برگزار شده است.

## جدول مدال‌ها
میزبان 
| رتبه  | کشور               | طلا | نقره | برنز | مجموع |
| ۱     | اتحاد جماهیر شوروی | ۱۶  | ۷    | ۲    | ۲۵    |
| ۲     | آلمان              | ۷   | ۱۲   | ۱۱   | ۳۰    |
| ۳     | مجارستان           | ۶   | ۳    | ۲    | ۱۱    |
| ۴     | دانمارک            | ۴   | ۰    | ۲    | ۶     |
| ۵     | فرانسه             | ۳   | ۵    | ۳    | ۱۱    |
| ۶     | ایتالیا            | ۲   | ۴    | ۱۱   | ۱۷    |
| ۷     | اسپانیا            | ۲   | ۲    | ۱    | ۵     |
| ۸     | نروژ               | ۲   | ۰    | ۰    | ۲     |
| ۹     | هلند               | ۱   | ۳    | ۶    | ۱۰    |
| ۱۰    | بریتانیای کبیر     | ۱   | ۲    | ۲    | ۵     |
| ۱۱    | لهستان             | ۱   | ۲    | ۱    | ۴     |
| ۱۲    | سوئیس              | ۱   | ۱    | ۱    | ۳     |
| ۱۳    | یوگسلاوی           | ۱   | ۰    | ۰    | ۱     |
| ۱۴    | رومانی             | ۰   | ۴    | ۱    | ۵     |
| ۱۵    | سوئد               | ۰   | ۱    | ۲    | ۳     |
| ۱۶    | چکسلواکی           | ۰   | ۱    | ۰    | ۱     |
| ۱۶    | یونان              | ۰   | ۱    | ۰    | ۱     |
| ۱۸    | بلغارستان          | ۰   | ۰    | ۲    | ۲     |
| مجموع | مجموع              | ۴۷  | ۴۸   | ۴۷   | ۱۴۲   |